# Atopsyche maitacapac
Atopsyche maitacapac är en nattsländeart som beskrevs av Schmid 1989. Atopsyche maitacapac ingår i släktet Atopsyche och familjen Hydrobiosidae. Inga underarter finns listade i Catalogue of Life.